# São Bartolomeu (Borba)
São Bartolomeu ist eine Gemeinde (Freguesia) im portugiesischen Kreis Borba mit 604 Einwohnern (Stand 19. April 2021).